# Жудебаев, Арман Адильханович
Арман Адильханович Жудебаев (каз. Арман Әділханұлы Жүдебаев; род. 17 сентября 1986, Капшагай, Алма-Атинская область, Казахская ССР) — казахстанский домбрист, дирижёр, музыкальный педагог, заслуженный деятель Казахстана (2017). Лауреат государственной премии «Дарын» (2014).
Ректор Казахской национальной консерватории им. Курмангазы (с 13 июня 2018 года).

## Биография
Родился 17 сентября 1986 года в городе Капчагай Алматинской области.
В 2008 году окончил с отличием отделение домбры музыкального факультета Казахской национальной консерватории им. Курмангазы по специальностям «Домбыра» (бакалавриат) и «Дирижирование» (бакалавриат 2009).
В 2011 году стал Магистром искусствоведения по специальности «Дирижирование».
С 2009 по 2013 годы — Преподаватель, руководитель, главный дирижер студенческого оркестра национальных инструментов Казахская Национальная консерватория им. Курмангазы.
С 2013 по 2018 годы — Главный дирижер Казахского Государственного академического оркестра народных инструментов им. Курмангазы.
В июне 2018 года в соответствии с Указом Президента Республики Казахстан был назначен ректором Республиканского государственного учреждения «Казахская национальная консерватория имени Курмангазы» Министерства Культуры и спорта Республики Казахстан.
С 2018 года — Ректор и старший преподаватель кафедры «Дирижирование» Казахской национальной консерватории им. Курмангазы.
23 мая 2023 года  назначен на должность председателя Комитета культуры Министерства культуры и спорта Республики Казахстан

## Достижения
- 2004 — Лауреат XXV Республиканского конкурса молодых исполнителей (1 место);
- 2005 — Лауреат III конкурса исполнителей традиционной музыки по проекту «Асыл мұра» (1 место);
- 2006 — Обладатель Гран-при Республиканского конкурса домбристов посвященный к 145 летию кюйши-композитора Сейтека Оразалиева;
- 2009 — Лауреат конкурса проведенный в рамках XII Международного фестиваля творческой молодежи «Шабыт» (1 место);
- 2010 — Обладатель Гран-при по номинации «Домбыра, шертер» в VIII Республиканском конкурсе исполнителей на народных инструментах имени Курмангазы;
- 2011 — Обладатель Гран-при по номинации «Дирижирование» в рамках II музыкального фестиваля имени Н. Тлендиева «Өз елім»;
- 2012 — Обладатель Гран-при Республиканского конкурса дирижеров «Алтын таяқша» посвященный к 100 летнему юбилею Народного артиста СССР, композитора М. Тулебаева и др.

## Награды и звания
- 2014 — Государственная молодёжная премия Правительства Республики Казахстан «Дарын»[5]
- 2017 — Указом Президента Республики Казахстан присвоено почётное звание «Қазақстанның еңбек сіңірген қайраткері» — за заслуги в казахском народном музыкальном искусстве (5 декабря 2017 года)[6]
- 2019 — Лауреат премии Фонда Первого Президента Республики Казахстан — Лидера Нации — награждён за вклад в развитие музыкального искусства Республики Казахстан[7]
- 2019 (29 ноября) — Благодарственное письмо Президента Республики Казахстан с вручением нагрудного знака «Алтын Барыс».
- 2020 (20 августа) — Медаль «25 лет Конституции Республики Казахстан»
- 2021 — Медаль «Белсенді қызыметі үшін» от партии «Нур Отан»;
- 2021 (2 декабря) — Медаль «Народная благодарность»;